# Хаджиев, Саламбек Наибович
Саламбе́к Наи́бович Хаджи́ев (7 января 1941, Шали, Шалинский район, Чечено-Ингушская АССР, РСФСР, СССР — 2 марта 2018, Израиль) — советский и российский нефтехимик, предприниматель, политик, академик РАН (2008; член-корреспондент РАН с 1991, член-корреспондент АН СССР с 1990). Специалист в области производства низкозастывающих высокоплотных нефтяных топлив, превращений углеводородов на цеолитсодержащих катализаторах. Первый и единственный чеченец на должности министра в СССР, в 1991 году возглавлял Министерство химической и нефтеперерабатывающей промышленности СССР. Во время Первой Чеченской войны в 1995 году — председатель правительства национального возрождения Чечни. В 1995—1996 годах председатель Государственного комитета Российской Федерации по промышленной политике. С 2008 года директор Института нефтехимического синтеза имени А. В. Топчиева РАН. Видный представитель чеченской диаспоры в Москве.
Академик Исламской академии Иордании. Почётный член Академии наук Республики Татарстан.

## Биография
Родился в селе Шали Чечено-Ингушской АССР. Детство провёл в селе Ровное Джамбульского района Казахстана куда был депортирован вместе с семьёй. Вернулся на родину в 1957 году, когда была восстановлена Чечено-Ингушская АССР. Окончил Грозненский нефтяной институт по специальности «инженер-технолог по нефти и газу», аспирантуру Московского государственного университета им. Ломоносова.
Работал в Грозненском научно-исследовательском институте нефти (одном из ведущих в нефтедобывающей отрасли СССР), где прошёл путь от младшего научного сотрудника до директора.
В 1990 году был избран депутатом Верховного Совета Чечено-Ингушетии 9-го созыва.
Народный депутат СССР 1989-1991 года.
В 1991 году Хаджиев становится министром нефтехимической промышленности Советского Союза, первым в СССР чеченцем на министерской должности. Был членом научных советов и Межведомственного совета АН СССР, членом Государственного комитета по науке и технике СССР по проблемам нефтехимии. Входил в редколлегию журнала «Химия и технология топлива и масел». Автор ряда научных трудов.
Член Российского Пагуошского комитета при Президиуме РАН (с 2011 года).

### Председатель правительства национального возрождения Чечни
В 1995 году во время Первой Чеченской войны возглавил Правительство временного совета Чеченской республики («Правительство национального возрождения Чечни»).
Назначение произошло 16 января в день телевизионного обращения председателя правительства России Виктора Черномырдина к гражданам России, в котором тот заявил о намерении федерального руководства сформировать дееспособную власть в Чечне на переходный период. По другим данным, возглавил Правительство национального возрождения Чечни 23 ноября 1994 года. В марте Хаджиев встречался с президентом России Борисом Ельциным в его подмосковной резиденции в качестве главы субъекта федерации.
В июле 1995 года заявил о готовности уйти в отставку, что было расценено журналистами газеты «КоммерсантЪ» как готовность федеральных властей жертвовать фигурами в преддверии возможных переговоров с сепаратистами Джохара Дудаева. Однако в отставку он подал лишь 23 октября 1995 года. После смещения с этого поста, в конце 1995 года — первый заместитель главы территориального управления федеральных органов исполнительной власти по Чеченской республике

### В российской политике и бизнесе
В 1995 году занимался организацией Южной Нефтяной Компании.
В марте 1996 года участвовал в заседании VIP-клуба Торгово-промышленной палаты России в качестве председателя Госкомитета по промышленной политике
В 1996 году Саламбек Хаджиев становится членом совета директоров крупной трейдерской фирмы «Экотек Ойл», которая занимается поставками бензина в Московскую область и регионы Центральной России, а затем возглавил её. Также является владельцем 80 процентов акций этой компании. В апреле 2002 года он продал 50 принадлежащих компании АЗС НК «Славнефть».

Газета «КоммерсантЪ» уточняет: 
ЗАО "Экотек-Ойл" было создано в конце 1996 года на базе компании "Илья Колеров и Ко", насчитывавшей в то время 15 АЗС. Широко известный тогда предприниматель Колеров продал свой бизнес господину Хаджиеву в октябре 1996 года при весьма загадочных обстоятельствах — продажа совпала по времени со взрывом, который неизвестные злоумышленники устроили на даче бизнесмена. Цена той сделки неизвестна до сих пор.
С конца 1995 года до декабря 2002 года Хаджиев не общался с журналистами и не давал никаких интервью. Лишь в декабре 2002 года накануне «Съезда союза народов Чечни», который проводился в Москве он впервые появился на пресс-конференции, где сделал ряд политических заявлений, что было расценено СМИ как попытка возврата в «большую политику». Тем не менее Хаджиев отказался баллотироваться в президенты Чечни:
Я на пенсии. И никогда ни в каких структурах власти больше работать не буду. Там нужны молодые сильные ребята
По данным на март 2009 года, он по-прежнему являлся президентом компании «Экотек-Ойл» и участвовал в VI Московском международном химическом саммите.
В марте 2017 года посетил Грозный, где хвалебно отозвался о главе Чеченской республики Рамзане Кадырове и о его политическом курсе.
Скончался после тяжелой продолжительной болезни в клинике в Израиле 2 марта 2018 года. Похоронен в Чечне, в городе Шали на родовом кладбище..

## Семья
Вдовец, был женат на Светлане Муслимовне Гаирбековой. Трое детей: дочери Лейла, Асет, сын Булат. Десять внуков.
Сестра — Тамара Хаджиева была руководителем Шалинского районного отделения партии «Единая Россия» с момента его открытия в 2002 году, в июле 2004 года была убита неизвестными из огнестрельного оружия в собственном доме в Шали. В том же году ранее были убиты двое близких родственников Саламбека Хаджиева, являвшихся сотрудниками Шалинского РОВД.

## Награды и звания
1. Орден Трудового Красного Знамени;
2. Орден «Знак Почёта»;
3. Орден Почёта (9 февраля 2012) — за большие заслуги в развитии науки и многолетнюю плодотворную деятельность[19]
4. Звание «Заслуженный деятель науки Чеченской Республики»;
5. Звание «Заслуженный нефтехимик СССР»;
6. Звание «Заслуженный работник ТЭКа РФ»;
7. Благодарность Президента Российской Федерации (17 июля 1996 года) — за активное участие в организации и проведении выборной кампании Президента Российской Федерации в 1996 году[20];
8. Лауреат премии Г. К. Жукова;
9. Академик РАН
10. Государственная награда республики Ингушетия орденом «За заслуги»;
11. Лауреат премии Петра Великого;
12. Медаль «За полезные обществу труды» (учреждена Екатериной II в 1762 году);
13. Почётный работник топливно-энергетического комплекса;
14. Лауреат премии правительства Российской Федерации;
15. Орден «За заслуги перед химической промышленностью I степени»;
16. Лауреат премии имени А. Н. Косыгина;
17. Награда Чеченской республики «Заслуженный деятель науки»;
18. Медаль «Памяти академика Н. М. Эмануэля» За достижения в области химической и биохимической физики;
19. Медаль мусульманской академии наук;
20. Медаль атырауского института нефти газа за заслуги в развитии ВУЗА;
21. Медаль за верность родине.